# Lactarius turpis
Lactarius turpis é um fungo que pertence ao gênero de cogumelos Lactarius na ordem Russulales. Encontrado na Europa e na América do Norte, foi descrito cientificamente pelo micologista sueco Elias Magnus Fries em 1838.

## Taxonomia e nomenclatura
Os fungos do gênero Lactarius são comumente conhecidos nos países de língua inglesa como milkcaps, e o nome popular de L. turpis recomendado pela Sociedade Micológica Britânica é ugly milkcap.